# Данијел Ортега
Хосе Данијел Ортега Саведра (шп. José Daniel Ortega Saavedra; Ла Либертад, 11. новембар 1945) је 83. председник Никарагве. Био је 79. председник Никарагве, у периоду од 1985. до 1990. године. Лидер је Сандинистичког фронта за национално ослобођење (ФСЛН). После народног устанка у коме је свргнут и протеран диктатор Анастасио Сомоза Дебајле, Ортега постаје члан владајуће хунте, а касније и председник. Он је спроводио политике за постизање левичарских реформи широм Никарагве. У каснијим годинама, Ортегова ранија крајња левичарска политика све је више и више посталаја умерена, водећи про-бизнис иницијативе, те чак и зближавање са Католичком црквом, усвајањем снажне политике његове владе против побачаја током 2000-их и усвајањем снажне верске реторике претходно атеистичког Ортеге.
Његов први председнички мандат, обележио је контроверзни програм аграрне реформе, сукоб са Регановом администрацијом, као и покушај контрареволуције коју су потпомагали Американци. Ортега је поражен на председничким изборима 1990. године од Виолете Чаморо, али је остао важна фигура опозиције. Неуспешно се кандидовао на председничким изборима 1996. и 2001. године док није победио 2006.
Рођен у радничкој породици, Ортега се од малих ногу супротставио Никарагванском диктатору Анастасио Сомоза Дебајлу и укључио се у субверзивни покрет против његове владе. Придруживши се Сандинистима као студент 1963. године, Ортега се укључио у активности градског отпора. Он је био ухапшен и затворен 1967. Ортега је, попут многих политичких затвореника Сомозиног режима, мучен и злостављан у затвору. По пуштању 1974, прогнан је на Кубу, где је прошао кроз обуку за герилско ратовање од марксистичко-лењинистичке владе Фидела Цастра.
Ортега је одиграо пресудну улогу у формирању устаничке фракције, која је ујединила ФСЛН и покренула масовне побуне 1978–1979, кулминирајући Никарагванском револуцијом. Након свргавања и прогонства Сомозине владе, Ортега је постао вођа владајуће вишестраначке Хунте националне обнове. Године 1984, Ортега је победио на спорним председничким изборима у Никарагви са преко 60% гласова као кандидат ФСЛН-а. Марксиста-лењиниста, Ортега је током свог првог мандата спроводио програм национализације, земљишне реформе, програме прерасподеле богатства и писмености. У 2017. је његова супруга, Розарио Муриљо, постала потпредседник републике. У новембру 2021. Данијел Ортега је поново изабран на четврти петогодишњи мандат са 75 одсто гласова, према првим делимичним званичним резултатима које је објавило Врховно изборно веће.

## Револуција
Након рушења Сомозе са власти 1979. године, Ортега је постао члан петочлане хунте Националне обнове, коју чине још тројица чланова Сандиниста, бизнисмен Алфонсо Робело и Виолета Чаморо, удовица убијеног новинара. Како су Сандинисти доминирали хунтом после оставке Робела и Чаморове, Ортега постаје de facto вођа државе. Реганова администрација оптужује Сандинисте да потпомажу Марксистичке револуције у Латинској Америци, између осталог ону у Ел Салвадору. Након тога ЦИА почиње да финансира, наоружава и обучава бивше припаднике Сомозине Националне гарде за припремање контрареволуције. Између 1980. и 1989. године страдало је преко 30.000 људи у сукобима између Сандинистичке владе и припадника Контре.
На изборима 1990. године. Ортега бива поражен од стране Виолете Чаморо, која предводи 14 странака потпуно различитих идеологија, окупљених у Савез Националне опозиције.
Након два изборна неуспеха 1996. и 2001. године, Ортега се кандидовао и 2006. године али са видним политичким променама, наиме он се крстио 2006. и променио свој однос према Католичкој цркви, а за свог потпредседничког кандидата узима бившег команданта Контри, Хаимеа Моралеса Караза. Побеђује већином гласова, испред двојице кандидата либералних странака.
Ортегина спољна политика у другом мандату, уско је везана уз сарадњу са Кубом и Венецуелом, као и са Русијом, Ираном и Кином.